# Testi Egyenleg Ska Kollektíva
A Testi Egyenleg Ska Kollektíva zenekar 1994-ben alakult Budapesten (TESTI EGYENLEG néven).  Progresszív funk rockot játszik saját számokkal. Számos tehetségkutató és fesztivál résztvevője illetve nyertese – a teljesség igénye nélkül:
- 1994. Nagykanizsa – tehetségkutató – 1. hely
- 1995. Marlboro Music – elődöntő
- 1995. Tapolca – nemzetközi zenei fesztivál – 1. hely
- 1996. Black Hole zenei fesztivál – 1. hely

A zenekar megfordult Budapest és az ország több klubjában Zalaegerszegtől Nyíregyházáig. 1996-ban jelent meg a Csend halála hanghordozó, mely a zenekar 10 felvételét tartalmazza. Ezt 1999-ben egy 4 számos demó, 2001-ben egy 9 számos koncertválogatás követte. 2002 júniusától lehet számítani az együttes új korszakát, amikor is a fúziós funk rocktól folyamatosan a ska felé közelítve eljutottak a mostani sajátos hangzáshoz. Ebben egyértelműen a ska dominál, de fellelhetőek a funk és a rock elemei is. Felléptek a Fix tévében, az RTL Klub reggeli műsorában, a VIVA-n és az ATV-ben. Videóklipjét tévécsatornák is sugározták. A Sziget Fesztiválon 8 alkalommal léptek fel, utoljára 2007-ben. A zenekar 2004 őszén kiegészítette a nevét: Testi Egyenleg Ska Kollektíva lett. 2008 év elején jelent meg az új 11 számot tartalmazó CD-jük.

## Tagok
- Prukner "Aramisz" Attila – gitár, vokál
- Friedrich "Rettegett" Iván – ének, szűkölő kutyakórus
- Kiss "Poquito" Viktor – basszusgitár, vokál
- Regőczy "Redzsi" Péter – tenorszaxofon
- Simon András – dob
- Vass Tibor – trombita